# Haval
Haval (chinesisch: 哈弗) ist eine Automarke für Sport Utility Vehicles des chinesischen Automobilherstellers Great Wall Motor. Die Marke ging im Frühjahr 2013 aus der gleichnamigen Submarke hervor. Die Fahrzeuge von Haval werden nicht nur auf dem Heimatmarkt, sondern in einigen Ländern weltweit – meist mit reduzierter Modellpalette – angeboten.

## Fahrzeuge

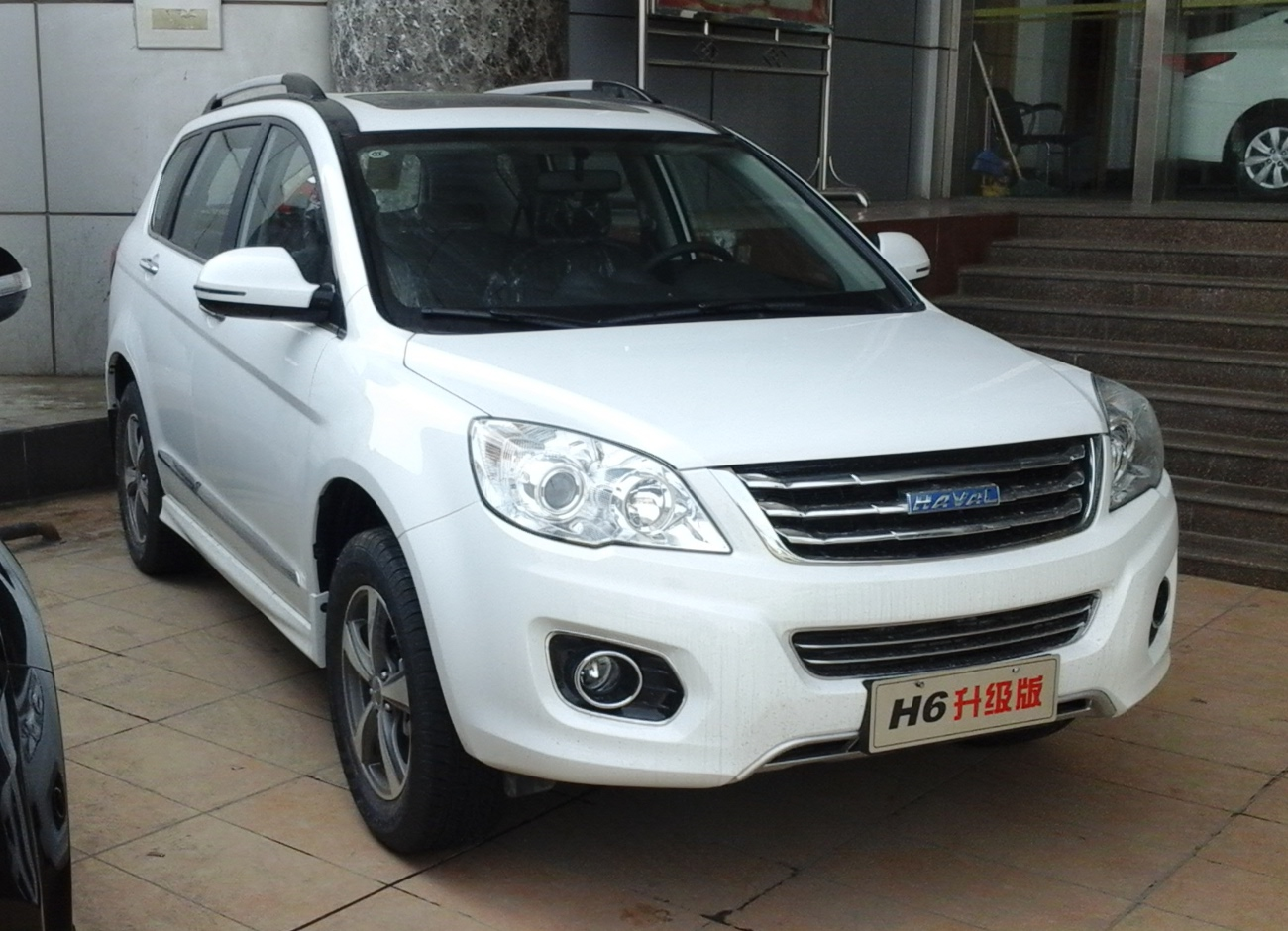
Der Haval H6 ist eines der bestverkauften SUV Chinas

Die Ursprünge der Marke gehen auf das Jahr 2006 zurück. Damals wurde der Great Wall Hover vorgestellt, der im Jahr 2010 in Great Wall Haval H5 umbenannt wurde. 2011 folgte mit dem Great Wall Haval H6 das zweite Modell, das als eines der bestverkauften SUV-Modelle Chinas gilt. Bevor weitere Modelle eingeführt wurden, beschloss Great Wall im Jahr 2013 aus Haval eine eigenständige Marke zu machen. Die bestehenden Baureihen wurden umbenannt.
Ab 2030 sollen unter der Marke Haval keine Verbrenner mehr gebaut werden.

## Verkaufszahlen in China
Zwischen 2006 und 2021 sind in der Volksrepublik China insgesamt 6.969.282 Fahrzeuge von der (Sub-)Marke Haval verkauft worden. Mit 938.019 Einheiten war 2016 das erfolgreichste Jahr.
| Jahr                             |      |  | Stück   |         |
| 2006                             | 2006 |  | 28.979  | 28.979  |
| 2007                             | 2007 |  | 58.452  | 58.452  |
| 2008                             | 2008 |  | 56.669  | 56.669  |
| 2009                             | 2009 |  | 66.088  | 66.088  |
| 2010                             | 2010 |  | 119.815 | 119.815 |
| 2011                             | 2011 |  | 143.816 | 143.816 |
| 2012                             | 2012 |  | 280.571 | 280.571 |
| 2013                             | 2013 |  | 279.764 | 279.764 |
| 2014                             | 2014 |  | 429.328 | 429.328 |
| 2015                             | 2015 |  | 662.475 | 662.475 |
| 2016                             | 2016 |  | 938.019 | 938.019 |
| 2017                             | 2017 |  | 849.554 | 849.554 |
| 2018                             | 2018 |  | 766.062 | 766.062 |
| 2019                             | 2019 |  | 769.454 | 769.454 |
| 2020                             | 2020 |  | 750.228 | 750.228 |
| 2021                             | 2021 |  | 770.008 | 770.008 |
| Verkaufszahlen in China, Quelle: |      |  |         |         |